# Бродок (Винницкая область)
Бродо́к (укр. Брідок) — село на Украине, находится в Тепликском районе Винницкой области.
Код КОАТУУ — 0523780801. Население по переписи 2001 года составляет 774 человека. Почтовый индекс — 23824. Телефонный код — 4353.
Занимает площадь 0,219 км².

## Адрес местного совета
23824, Винницкая область, Теплицкий р-н, с. Бродок, ул. Ленина, 60